# Maarten Altena
Maarten van Regteren Altena (22 januari 1943) is een Nederlands componist en contrabassist.

## Familie
Altena is een zoon van kunsthistoricus prof. dr. Iohan Quirijn van Regteren Altena (1899-1980) en Augusta Louisa Wilhelmina van Royen (1906-2006); via zijn moeder is hij een kleinzoon van drukker-typograaf mr Jean François van Royen (1878-1942). In 1980 had hij een relatie met juriste prof. dr. Inge van der Vlies.

## Opleiding
Altena studeerde contrabas aan het Amsterdams Conservatorium en studeerde af in 1968. Later, vanaf 1980, volgde hij een privéstudie bij Robert Heppener.

## Activiteiten
Na zijn afstuderen in 1968 speelde hij in allerlei ensembles. Hij speelde onder andere in groepen rond Willem Breuker en Theo Loevendie, het Instant Composer's Pool orkest, het Nederlands Ballet Orkest, Orkest de Volharding, Company (Derek Bailey) en Vario (Gunther Christmann).
Halverwege de jaren zeventig begon hij met het geven van soloconcerten met eigen werk, deels gecomponeerd, deels geïmproviseerd. Hij maakte onder andere een serie kleinschalige muziektheatervoorstellingen met clown/mimespeler Teo Joling.
Altena werkte samen met Michel Waisvisz in de serie "Avonden over Jazz" en de Claxon Geluid Festivals. Samen met Huib Emmer en Michel Waisvisz richtte Altena de Rumori-concertserie op.
In 1978 richtte hij zijn eigen ensemble op, het Maarten Altena Kwartet dat hij in 1980 uitbreidde tot het Maarten Altena Ensemble (MAE). Sindsdien begon het componeren op de voorgrond te staan. In 1997 stopte hij met spelen in zijn eigen ensemble en werd hij uitsluitend artistiek leider (hij noemde het zelf "muzikaal choreograaf"). Vanaf het 25-jarig bestaan van het MAE in 2005 verliet hij deze functie om zich meer aan het componeren voor andere formaties te kunnen wijden.

## Composities
Vanaf 1980: vele composities voor het Maarten Altena Ensemble
Na 1985 ontstonden zijn eerste composities voor andere dan zijn eigen ensembles, onder andere:
- First Floor (1989) voor het Nederlands Blazers Ensemble
- Speaking (1990) voor de Nieuwe Slagwerkgroep Amsterdam
- Pitch (1990) voor het Mondriaan Kwartet
- Stave (1988) voor tenorsaxofonist Peter van Bergen
- Toonzucht (1991) voor zangeres Jannie Pranger
- Puls (1993) voor slagwerker Johan Faber.
- Secret instructions (1992) voor het Nederlands Studenten Orkest
- Code, waarvoor door Henk van der Meulen voor de NPS een film werd gemaakt (1992)
- Zijdelings Afgesproken (1996) op tekst van Frank VandeVeire voor het Maarten Altena Ensemble plus Maatschappij Discordia
- Mijlpaal er trilt iets (1998) muziektheaterstuk op tekst van Remco Campert voor Theatergroep Hollandia
- Een geestelijk verschiet / Horizon (1999) voor bij Ger van Elks De horizon op het zeventiende World Wide Video Festival
- Eluard/Beckett (2000) op teksten van Paul Éluard en Samuel Beckett voor het Maarten Altena Ensemble
- Album (2001) voor klarinettist David Kweksilber
- Mouthpiece II voor het Nederlands Blazersensemble
- La Dolce Ferita (Torquato Tasso) (2002) voor het vocale Kassiopeia-kwintet en het Maarten Altena Ensemble
- Der tolle Mensch (Nietzsche) (2003) voor het Nederlands Blazers Ensemble
- arrangement van de Kindertotenlieder van Gustav Mahler voor vijftien instrumenten voor het Nederlands Blazers Ensemble
- Dans voor het Maarten Altena Ensemble en de dansgroep Leine & Roebana

## Prijzen en onderscheidingen
In 1978 ontving hij samen met Waisvisz de Wessel Ilcken Prijs voor jazz en geïmproviseerde muziek.
- Bibsys: 10011109
- Bibliothèque nationale de France: cb13935353c (data)
- Gemeinsame Normdatei: 134920384
- International Standard Name Identifier: 0000 0000 5513 2140
- Library of Congress Control Number: n86867580
- MusicBrainz: 4e722b62-82c5-4a5d-98a7-89d62dcc1dd5
- Nationale Bibliotheek van Israël: 987007395400105171
- Nederlandse Thesaurus van Auteursnamen: 070446717
- Virtual International Authority File: 7577833
- WorldCat: E39PBJg4kgcxtrPDByyd8GRR8C